# Marie-Claire Alain
Marie-Claire Geneviève Alain (Saint-Germain-en-Laye, 10 de agosto de 1926 – Le Pecq, 26 de febrero de 2013) fue una organista francesa que se destacó por su carrera discográfica en el mundo de la música clásica, puesto que llegó a editar en vida cerca de doscientos cincuenta álbumes de música de órgano y llegó a vender cuatro millones de copias, incluyendo dos discos de oro. Por lo anterior mencionado es la organista de mayor éxito en el mundo.
Registró toda la música de órgano de Johann Sebastian Bach en tres oportunidades, además del canon organistico de una docena de compositores. Fue famosa por poder interpretar largas piezas sin necesidad de partituras. Llegó a brindar 2500 conciertos alrededor del mundo.

Vengo de una familia de músicos, e interpretábamos a Bach prácticamente todas las noches, tocando en el órgano, cantando cantatas... ¡Bach era casi una enfermedad en la familia!

## Biografía

### Familia
Marie-Claire Geneviève Alain fue la descendiente más reciente de una familia de notables músicos. Nació el 10 de agosto de 1926 en Saint-Germain-en-Laye, un suburbio de París. Su abuela, Alice Alberty, era una excelente pianista, mientras que su padre Albert Alain era un compositor y un aficionado constructor de órganos, alumno de Guilmant y Gabriel Fauré. A los once años de edad Marie comenzó ayudando a su padre en el órgano de la iglesia de Saint-Germain, y le sucedió allí después de su muerte en 1971. En un principio no estaba segura de ser organista, ya que todos en su familia ya lo eran y le parecía aburrido seguir lo mismo. Incluso se inclinó por el clavicordio inicialmente, existe una grabación de Alain interpretando dicho instrumento. Durante su vida conservaría una gran afinidad por el clavicordio, pero nunca editaría oficialmente grabaciones. Finalmente optó por interpretar al órgano.
Le gustaba el jazz, sobre todo el proveniente de Nueva Orleans.
Su hermana Marie-Odile fue una soprano y pianista prometedora, pero falleció siendo muy joven en un accidente de montaña. Su otro hermano Olivier, fue un compositor, pianista y musicólogo que escribió algunas de las reseñas de los álbumes de su hermana. Su hermano mayor era el famoso Jehan Alain, compositor y organista entre cuyos profesores figuraban Marcel Dupré, Paul Dukas y Jean-Roger Ducasse. Su obra en órgano Litanies lo estableció como una de las estrellas más brillantes entre los compositores franceses en la década anterior a su muerte en un campo de batalla en 1940 durante la Segunda Guerra Mundial, a los 29 años.

### Formación
Con la liberación de París de los alemanes en agosto de 1944, Alain entró en el Conservatorio de París, donde estudió órgano con Marcel Dupré, contrapunto y fuga con Pié-de Caussade y armonía con Maurice Duruflé. Duruflé compuso su Prélude et fugue sur le nom d'Alain, Opus 7 (1942), uno de los mejores trabajos de órgano, un homenaje a Jehan Alain, el hermano fallecido de Marie-Claire. Estudió con Duruflé desde 1944 hasta 1950, sus clases escolares eran particulares. Durante sus años de conservatorio, se llevó cuatro Premier Prix. Estudió dos años con Gaston Litaize, y también fue alumna de Jean Langlais, quién le enseñó el arte de la improvisación.

## Carrera

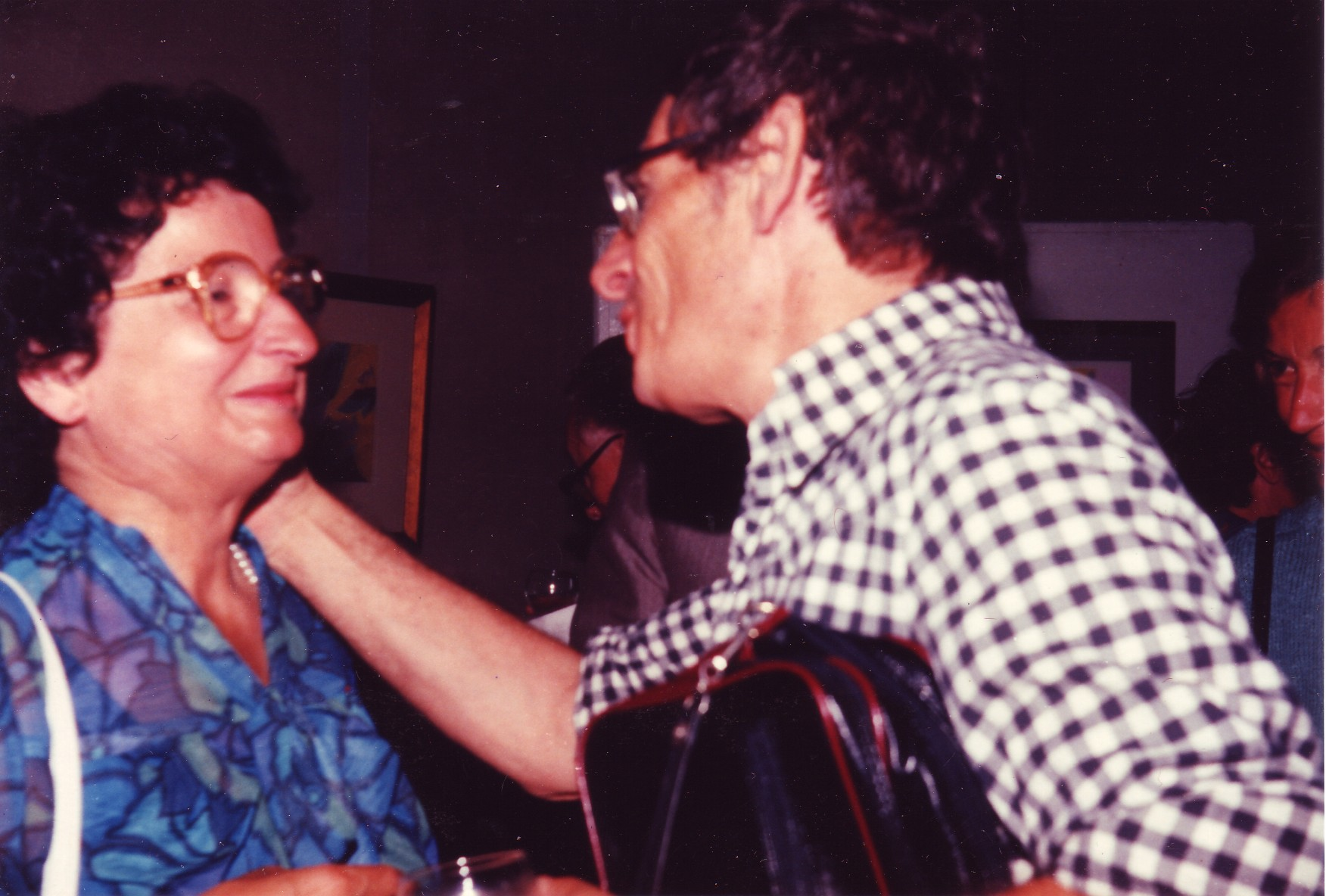
Marie-Claire Alain y Henri Lémonon en el Festival Internacional de Saint-Donat, en 1982.

Luego de comenzar su carrera en 1950, se le concedió un premio por su obra en órgano en el Concurso Internacional de Ginebra y dio su primer recital en público en el citado año, a lo largo de su carrera terminó por dar 2500 conciertos en todo el mundo. The Amis de Orgue le concedió el Premio Bach en 1951. Alain comenzó su carrera justo en el momento en que la música antigua estaba resurgiendo. Fue una de las primeras en interpretar a Johann Sebastian Bach en los nuevos órganos, lo que permitió a los oyentes por primera vez en generaciones, escuchar las escrituras contrapuntísticas con claridad. Desde temprana edad fue conocida como First Lady of the Organ en los Estados Unidos. Llegó a conocer a Jeanne Demessieux y Ton Koopman (este último también hacía grabaciones para el sello Erato Records).
Su primer álbum fue JS Bach - Pieces inédites pour orgue de 1954 en donde interpretó piezas inéditas de Johann Sebastian Bach. Pero fue su álbum Les sonates en trio BWV 525 à 530 - Six Chorals "Schübler" editado como álbum doble en sonido estéreo, donde interpreta algunas de las Seis sonatas a trío para órgano, BWV 525-530 y algunos de los Seis corales de Schübler, BWV 645-650 también de Bach, uno de sus primeros grandes éxitos. Alain no tenía pensado registrar la obra integral de órgano de Bach, pero como los sucesivos álbumes que grabó de ese compositor tuvieron considerable éxito, pudo avanzar hasta lograr registrar todas las obras. Su mánager fue su propio marido, Jacques Gommier. Para 1976 Alain ya había llegado al millón de copias vendidas.
Alain grabó la obra integral para órgano de Bach en tres ocasiones. Lo hizo por primera vez entre el lapso de 1959 a 1968, luego por segunda vez entre 1978 y 1980, y por tercera vez comenzó a registrar en 1986, y completo las grabaciones en algún momento antes de 1994. La tercera grabación integral tuvo como puntos a destacar el uso de la tecnología de grabación digital, y el empleo de órganos en donde el mismo Bach había interpretado las obras en su momento. Las grabaciones analógicas de la década de 1960, como las del periodo de 1978 a 1980 y las digitales posteriores a 1986 fueron editadas en box set y en distintos álbumes a lo largo del tiempo.
Para la primera tanda de grabaciones el técnico de sonido procuró ubicar los micrófonos cerca del instrumento, captando un sonido fuerte y con presencia, pero no se trataba del sonido fiel a como lo escucha una persona sentada en la iglesia. Para las grabaciones futuras se usó el método conocido como "grabación de cabeza de maniquí", en donde se emplea la cabeza de un maniquí dotada de dos micrófonos en donde irían las orejas para producir un registro con la mayor estereofonía posible. Además se procuró situar la cabeza de maniquí en los lugares donde habitualmente se sitúan los oyentes de un órgano, para un mejor registro del típico efecto de reverberancia que da una iglesia.
Cuando Martin Anderson, reportero de la revista británica The Organ, pregunto por qué ella estaba grabando de nuevo la obra integral de órgano de Bach:

Es por los instrumentos, los instrumentos por encima de todo, y el fino estado en el que se han restaurado, y el hecho de que ahora son accesibles. Estas grabaciones utilizan instrumentos de la época de Bach, y sabemos que Bach incluso tocó en algunos de ellos, es una sensación extraordinaria, poner tus manos sobre el teclado, ¡sabiendo que él estaba allí 250 años antes!
Marie-Claire Alain, 1994.

Además en la entrevista con Martin Anderson, Alain dijo que cuando registró la obra de Bach por tercera vez a partir de 1986, tuvo especial cuidado en elegir diferentes instrumentos para grabar, por un lado las obras más tempranas del compositor alemán, y por otro las piezas de su etapa más madura. También se interiorizó en el funcionamiento del instrumento con el cual iba a grabar para una correcta interpretación. Así mismo argumentó que para las subsiguientes series de grabaciones de órgano de Bach -después de las grabaciones de la década de 1960- tuvo que repensar el enfoque en el que estaban interpretando, ya que ella al igual que sus colegas clavecinista, violinistas y cantantes estaban tocando con los estándares de la época romántica, por lo que tuvieron que estudiar y redescubrir los criterios de la época barroca.

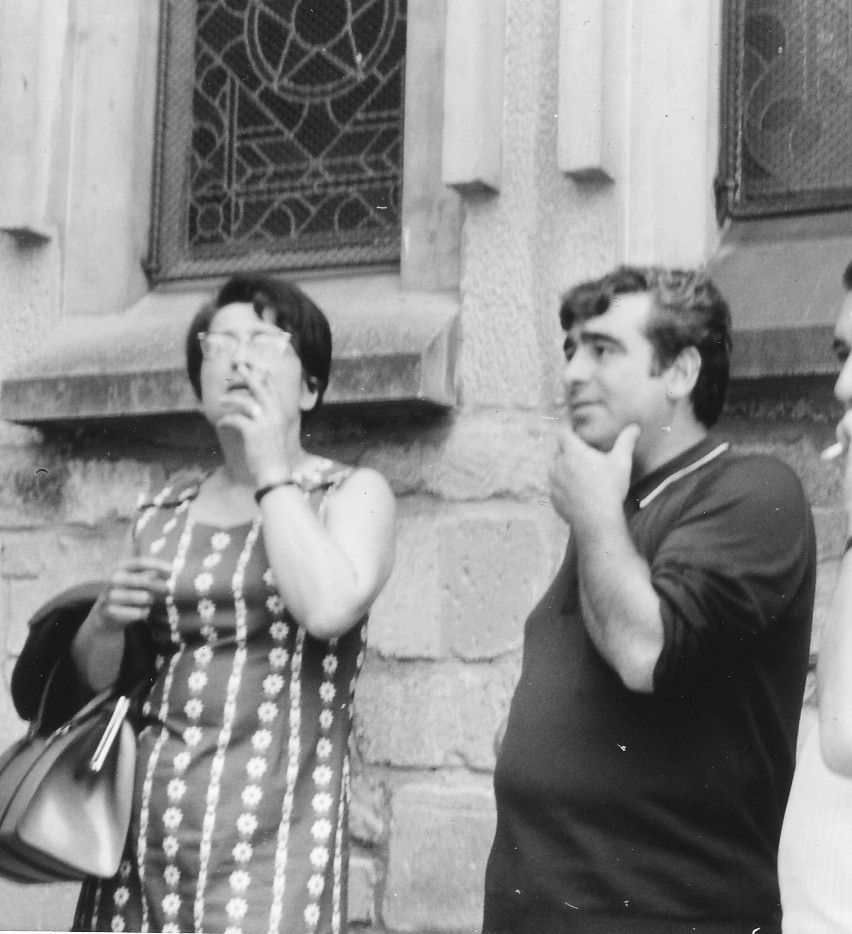
Marie Claire Alain y el trompetista Maurice André.

También grabó la obra completa de más de una docena de compositores importantes del instrumento como Buxtehude, Couperin, Liszt y tres versiones de algunas composiciones de su hermano Jehan Alain (fallecido en 1940), como también importantes obras individuales. Fue la organista con más grabaciones registradas con un total 220 discos de vinilo y 60 CD. Una grabación de obras para órgano y trompeta con Maurice André fue muy popular entre su repertorio.

## Docencia
Tuvo una importante labor a la hora de transmitir la alfabetización musical a las posteriores generaciones. Enseñó en el Conservatorio de Rueil-Malmaison y más tarde en el Conservatorio de París, y tenía una larga relación con el International Organ Festival (IOF) y la Haarlem Summer Academy en Holanda. Alain dio clases magistrales en todo el mundo, incluyendo América del Norte. Hasta hace pocos años, era un habitual en la Academia de Órgano de Verano de la Universidad McGill. Sus alumnos fueron James M. Higdon Jr, George C. Baker, Robert Bates, Diane Bish, Guy Bovet, James David Christie, Jesse Eschbach, Monique Gendron, Stephen Jon Hamilton, Gerre Hancock, Marcus Huxley, Wolfgang Karius, Jon Laukvik, Michael Matthes, Margaret Phillips, Daniel Roth, Wolfgang Rübsam, Cristina García Banegas, Helga Schauerte-Maubouet, Dong-ill Shin, Thomas Trotter, Marina Tchebourkina, Kenneth Weir y Fritz Werner.

## Últimos años y muerte
En 2009 anunció que dejaría los conciertos tras diagnosticarle alzheimer. Falleció el 26 de febrero de 2013 a los 86 años de edad.

## Vida personal
Alain se casó en 1950 con Jacques Gommier, y tuvo dos hijos, Aurélie Gommier-Decourt (hija) y Benoît Gommier (hijo) quién falleció en 2009, además de seis nietos. Su marido murió en 1992.

## Personalidad
En ciertas notas han destacado la calidez y carencia de ego en la personalidad de Alain, así como también su paciencia con sus alumnos.

## Premios
- Premio Sonning (1980; Dinamarca)
- Gran Oficial de la Legión de Honor (2010; Francia)

## Homenajes
Las Universidades de Dallas y Colorado le concedieron el título de honoris causa.

### Condecoraciones
- Fran Oficial de la Orden de la Legión de Honor otorgada el 13 de julio de 2012.
- Comandante de la Orden Nacional del Mérito.
- Comandante de la Orden de las Artes y las Letras.
- Caballero de la Real Orden de Dannebrog (Dinamarca).